# جیلز کلوتیر
 جیلز جرج کلوتیر (انگلیسی: Gilles George Cloutier؛ زاده ۲۷ ژوئن ۱۹۲۸) یک فیزیک‌دان اهل کانادا بود.